# Molophilus bardus
Molophilus bardus är en tvåvingeart som beskrevs av Alexander 1934. Molophilus bardus ingår i släktet Molophilus och familjen småharkrankar. Inga underarter finns listade i Catalogue of Life.